# جونكو هوشينو
جونكو هوشينو (باليابانية: 星野純子؛ بالكانا: ほしの じゅんこ) هي متزحلقة حرة يابانية، ولدت في 25 سبتمبر 1989 في ناغاوكا في اليابان.

## وصلات خارجية
- جونكو هوشينو على موقع الاتحاد الدولي للتزلج (التزلج الحر) (الإنجليزية)
- جونكو هوشينو على موقع أوليمبيديا (الإنجليزية)